# Helmut Heuer
Helmut Heuer (* 31. Juli 1932 in Cuxhaven; † 25. Mai 2011) war ein deutscher Anglist, Didaktiker und Hochschullehrer.

## Leben und Wirken
Helmut Heuer studierte nach seiner Reifeprüfung 1952 in Cuxhaven und einem längeren Studienaufenthalt in den USA Anglistik, Germanistik und Geschichte an den Universitäten Hamburg, Marburg/L., Tübingen und der Universität München und legte dort 1958 das ersten Staatsexamen für den höheren Schuldienst ab. Das zweite Staatsexamen folgte 1961. Von 1959 bis 1965 war er als Gymnasiallehrer im Schuldienst tätig. Seine Promotion an der Universität München erfolgte 1959 bei Helmut Kuhn mit einer Arbeit über Die Amerikavision bei William Blake und Franz Kafka. Seit 1965 war er als Dozent an der Pädagogischen Hochschule Ruhr, ab 1967 als Professor für Englische Sprache und ihre Didaktik tätig. Nach der Eingliederung dieser Pädagogischen Hochschule in die Universität Dortmund 1980 war Heuer dann bis zu seiner Emeritierung 1997 an dieser Universität tätig.
Heuer legte zahlreiche Veröffentlichungen vor allem zur Didaktik des Englischunterrichts vor.

## Veröffentlichungen (Auswahl)
- Die Englischstunde. Fallstudien zur Unterrichtsplanung und Unterrichtsforschung (= Henns pädagogische Taschenbücher. Bd. 17). Henn, Wuppertal 1968.
- Brennpunkte des Englischunterrichts. Grundschule, Hauptschule, Fachoberschule, Gesamtschule, Gymnasialoberstufe (= Henns pädagogische Taschenbücher. Bd. 22). Henn, Wuppertal 1970.
- mit Peter Parry: Hands up. Classroom phrases in English and German. Unterrichtssprache deutsch – englisch. Cruewell, Dortmund 1971.
- Curriculum: Englisch. Literaturbericht und Auswahlbibliographie (= Praxis-Dokumentation. Bd. 1). Lensing, Dortmund 1972.
- mit Richard M. Müller: Lehrwerkkritik – ein Neuansatz (= Lehrwerke und Curriculum im fremdsprachlichen Unterricht. Bd. 1). Lensing, Dortmund 1973, ISBN 3-559-22641-4.
- (Hrsg.): Lehrwerkkritik 2. Landeskunde, Illustration, Grammatik (= Lehrwerke und Curriculum im fremdsprachlichen Unterricht. Bd. 2). Lensing, Dortmund 1974, ISBN 3-559-22642-2.
- Lerntheorie des Englischunterrichts. Untersuchungen zur Analyse fremdsprachlicher Lernprozesse. Quelle & Meyer, Heidelberg 1976, ISBN 3-494-00843-4.
- (Hrsg.): Dortmunder Diskussionen zur Fremdsprachendidaktik. Lensing, Dortmund 1979, ISBN 3-559-17643-3.
- Grundwissen der englischen Fachdidaktik. Ein Repetitorium in Frage und Antwort (= UTB. Bd. 937). Quelle & Meyer, Heidelberg 1979, ISBN 3-494-02105-8.
- mit Friederike Klippel: Englischmethodik. Problemfelder, Unterrichtswirklichkeit und Handlungsempfehlungen. Cornelsen-Velhagen u. Klasing, Berlin 1987, ISBN 3-464-00618-2 (Neudruck 1999).
- Kooperationsvorschläge. Zum Dialog zwischen Fremdsprachendidaktik und Psychologie. In: Peter Doyé (Hrsg.): Die Beziehung zwischen Fremdsprachendidaktik zu ihren Referenzwissenschaften. Narr, Tübingen 1988, ISBN 3-87808-914-7, S. 238–253.
- Zitationsanalyse als Aspekt der Zeitschriftenforschung in der englischen Fachdidaktik. Leitautoren und Konzepte im Publikationsdiskurs. In: Wilfried Brusch (Hrsg.): Englischdidaktik. Rückblicke - Einblicke - Ausblicke. Festschrift für Peter W. Kahl. Cornelsen, Berlin/Bielefeld 1989, ISBN 3-464-00600-X, S. 143–161.
- (Hrsg.): Fremdkultur hautnah. Anglistikstudenten und ihre Auslandserlebnisse (= Dortmunder Konzepte zur Fremdsprachendidaktik. Bd. 3). Brockmeyer, Bochum 1995, ISBN 3-8196-0364-6.
- (Hrsg.): Fit für England und Amerika. Interkulturelle Kommunikation (= Dortmunder Konzepte zur Fremdsprachendidaktik. Bd. 4). Brockmeyer, Bochum 1996, ISBN 3-8196-0471-5.

Außerdem zahlreiche Aufsätze in Fachzeitschriften.
Festschrift
- Dieter Buttjes (Hrsg.): Neue Brennpunkte des Englischunterrichts. Festschrift für Helmut Heuer zum sechzigsten Geburtstag. Lang, Frankfurt am Main 1992, ISBN 3-631-43989-X (Bibliographie Helmut Heuer S. 12–19).